# Discul ceresc de la Nebra

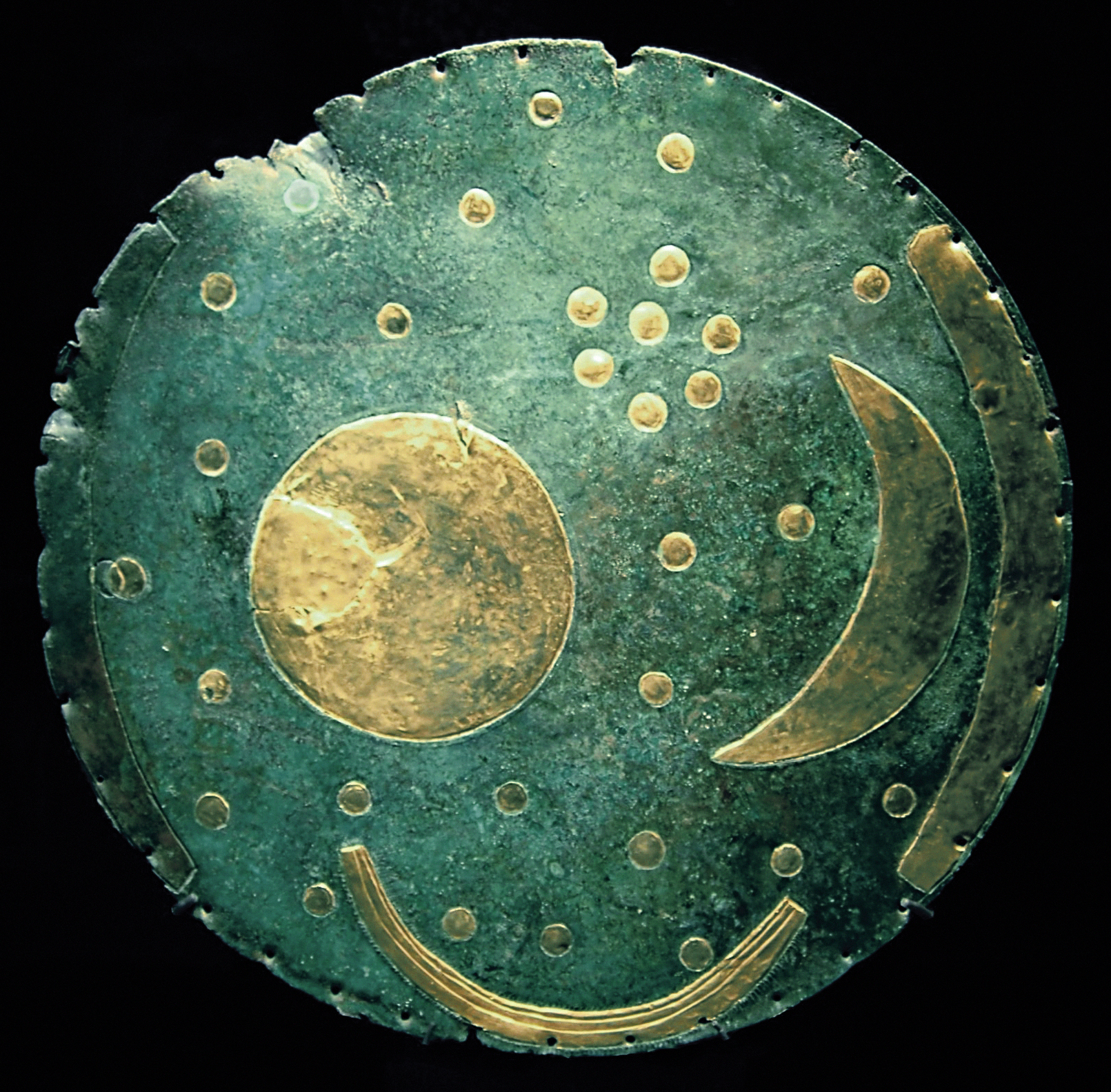
Discul ceresc de la Nebra

Discul ceresc de la Nebra este un disc de bronz de circa 32 cm diametru cu o patină verde-albastră și cu incrustații de aur. Acestea reprezintă Soarele (sau Luna plină), un sfert (o seceră) de Lună în creștere sau poate o barcă, precum și 32 de stele în formă de cercuri mici, inclusiv o grupare de stele care ar putea reprezenta Pleiadele. Marginea discului este decorată cu două arce de cerc (dintre care unul s-a pierdut), adăugate mai târziu, care sunt plasate unul față de celălalt în unghiul dintre solstiții. Ultima adăugare este un alt arc de cerc, mai îngust, a cărui interpretare nu este sigură (Calea Lactee?, un curcubeu?, o arcă solară?).
Discul a fost găsit relativ de curând, în anul 1999, lângă orășelul Nebra din landul Saxonia-Anhalt, Germania, și datat ca provenind aproximativ din anul 1600 î.Hr. Se pare că aparține de cultura Unetice din Epoca Bronzului. Ca stil artistic nu se aseamănă însă cu nici un obiect cunoscut din acea perioadă. Discul este cea mai veche reprezentare a cerului nocturn / a Universului descoperită vreodată.
Inițial s-a bănuit și că este vorba de o falsificare, dar între timp majoritatea specialiștilor consideră că discul este autentic.
Discul este conservat la Muzeul Regional de Preistorie de la Halle (Saale), în Germania.
În iunie 2013 discul ceresc de la Nebra a fost înscris în programul Memoria Lumii al UNESCO, ca descoperire arheologică majoră a secolului al XX-lea, și cea mai veche reprezentare concretă din lume a unei observații cosmice.

## Autenticitate și datare
Discul este un obiect atât de spectaculos încât unii arheologi au speculat că ar fi fost realizat de un falsificator. Cu toate acestea, un studiu microscopic al patinei sale arată că este, fără îndoială, extrem de vechi: dimensiunea cristalelor de oxidare este legată de încetineala formării lor; cele de pe disc sunt mult prea mari pentru a fi de origine artificială și modernă. 
Fabricarea discului în regiunea descoperirii sale este compatibilă cu un studiu izotopic al plumbului radioactiv conținut în cuprul discului. Într-adevăr, fiecare zăcământ are o semnătură izotopică particulară. Acest cupru provine din zăcăminte alpine exploatate în Epoca Bronzului în Austria. Cu toate acestea, se pare că cei care au conceput discul au folosit și aur și staniu din Cornwall.
Alte obiecte, brățări și săbii / spade de bronz, au fost dezgropate în același loc cu discul de către descoperitori; un studiu comparativ cu alte săbii / spade similare din Epoca Bronzului și datat în Carbon-14, a făcut posibilă datarea discului aproximativ în 1600 î.Hr. Această datare fiind indirectă, este contestată, de exemplu, de Rudiger Krause, profesor de arheologie la Universitatea Johann Wolfgang Goethe din Frankfurt și specialist în Epoca Bronzului; Prof. Krause datează discul între 600 și 300 î.Hr.

## Originea metalelor
Conform unei analize inițiale a oligoelementelor prin fluorescență cu raze X de către E. Pernicka, apoi la Universitatea din Freiberg, cuprul își are originea la Bischofshofen din Austria, în timp ce aurul se credea că provine din Munții Carpați. O analiză mai recentă a constatat că aurul utilizat în prima fază provine din râul Carnon din Cornwall, Regatul Unit. Staniul prezent în bronz era de asemenea de origine din Cornwall.

## Descriere
Discul de la Nebra este sub forma unei plăci circulare pe care se detașează motive sub formă de plăci încrustate cu aur, motive presupuse a fi în parte corpuri cerești: o semilună reprezentând Luna, discul central fiind posibil Soarele sau Luna plină, un grup de șapte puncte ar fi constelația Pleiadele, alte două motive în arc de cerc.
Ar putea fi o reprezentare a cerului pentru o persoană care ar fi fost acum 3600 de ani în Germania, observând apariția Pleiadelor. Aceasta ar putea fi considerată cea mai veche reprezentare a cerului. Arheologul german Harald Meller a calificat-o drept „cer înstelat de toamnă”.
Un arc de 82° prezent pe partea dreaptă cât și urma unui alt arc, dispărut, plasat simetric pe partea stângă a discului, ar putea să figureze ecartul dintre punctele de pe orizont în care Soarele răsare sau apune, la solstițiile de vară și de iarnă. Cele două arce se întind pe un unghi de 82°, indicând corect unghiul dintre pozițiile apusului Soarelui la solstițiul de vară și de iarnă la latitudinea Mittelberg (51° N). Acest lucru face posibil să ne imaginăm o posibilă utilizare a discului, plasându-l orizontal și apoi orientând arcul lateral (spre est sau spre vest) pentru a localiza răsăriturile și apusurile de Soare la orizont, în momentul echinocțiului. O altă caracteristică remarcabilă a sitului Nebra este că, la solstițiul de vară, Soarele apune în spatele vârfului masivului Harz, Brocken (1142 metri altitudine), cel mai înalt vârf din partea de nord a Germaniei, situat la aproximativ 80 km nord-vest de sit.
În partea de jos a discului, un arc mic striat ar reprezenta fie o barcă solară (vezi Carul solar de la Trundholm), fie Calea Lactee. Pe de altă parte, numărul de „stele” vizibile pe disc, în starea sa actuală, ar putea fi mai mic decât numărul inițial, „segmentul de latitudine dreaptă” fiind suprapus mai târziu și ascunzând două.
În sfârșit, discul are 39 de găuri pe conturul său.